# Murchisonellidae
Murchisonellidae zijn een familie van weekdieren uit de klasse van de Gastropoda (slakken).

## Taxonomie
De volgende taxa zijn bij de familie ingedeeld:
- Onderfamilie Ebalinae Warén, 1995
  - Geslacht Ebala Gray, 1847
- Onderfamilie Murchisonellinae Casey, 1904
  - Geslacht Henrya Bartsch, 1947
  - Geslacht Koloonella Laseron, 1959
  - Geslacht Murchisonella Mörch, 1875
    - = Bermudaclis Bartsch, 1947
    - = Laseronella Whitley, 1959
    - = Murchisoniella P. Fischer, 1885
    - = Pandorella Laseron, 1951

  - Geslacht Pseudoaclisina Yoo, 1994